# Mauvezin (Alti Pirenei)
Mauvezin è un comune francese di 234 abitanti situato nel dipartimento degli Alti Pirenei, nella regione dell'Occitania.
Mauvezin è una cittadella pirenaica, dove è sito il castello medioevale di Gaston Phoebus di Foix. D'estate, le visite sono organizzate dagli abitanti del luogo, vestiti con abiti del medioevo.
Mauvezin è anche la sede dell'accademia Gaston Phoebus, per la difesa della lingua poetica occitana.

## Società

### Evoluzione demografica
Abitanti censiti